# Derya Şensoy
Neriman Derya Şensoy (* 7. Februar 1990 in Istanbul) ist eine türkische Schauspielerin.

## Leben und Karriere
Neriman Derya Şensoy wurde am 7. Februar 1990 in Istanbul geboren. Ihr Vater ist der türkische Schauspieler Ferhan Şensoy und ihre Mutter die Schauspielerin Derya Baykal. Sie besuchte die Üsküdar American Academy. Danach war sie an der Parsons The New School for Design in New York. Ihr Debüt gab sie 2013 in der Fernsehserie Doksanlar. 
Anschließend war sie 2014 in dem Film Çakallarla Dans 3: Sıfır Sıkıntı zu sehen. Ihre erste Hauptrolle bekam  Şensoy 2016 in dem Film Hesapta Aşk. Unter anderem wurde sie im selben Jahr für den Film Deliormanlı gecastet. 2022 trat sie in Netflixserie Sonsuza Dek Nedime auf.

## Filmografie
Filme
- 2014: Çakallarla Dans 3: Sıfır Sıkıntı
- 2016: Hesapta Aşk
- 2016: Deliormanlı
- 2016: Çakallarla Dans 4
- 2017: Vezir Parmağı

Serien
- 2013: Doksanlar
- 2015: Mayıs Kraliçesi
- 2017: Bu Sayılmaz
- 2018: Sorma Neden
- 2022: Sonsuza Dek Nedime